# 野毛町
野毛町（のげちょう）は、神奈川県横浜市中区の町名。一般的には単に野毛と呼ばれる。桜木町駅の南西方向に位置している。約600店もの飲食店が集積する横浜最大の飲屋街・歓楽街。他にも野毛山動物園や大道芸などで知られる。
現行行政地名は野毛町1丁目から野毛町4丁目（字丁目）。住居表示未実施区域。　

## 歴史

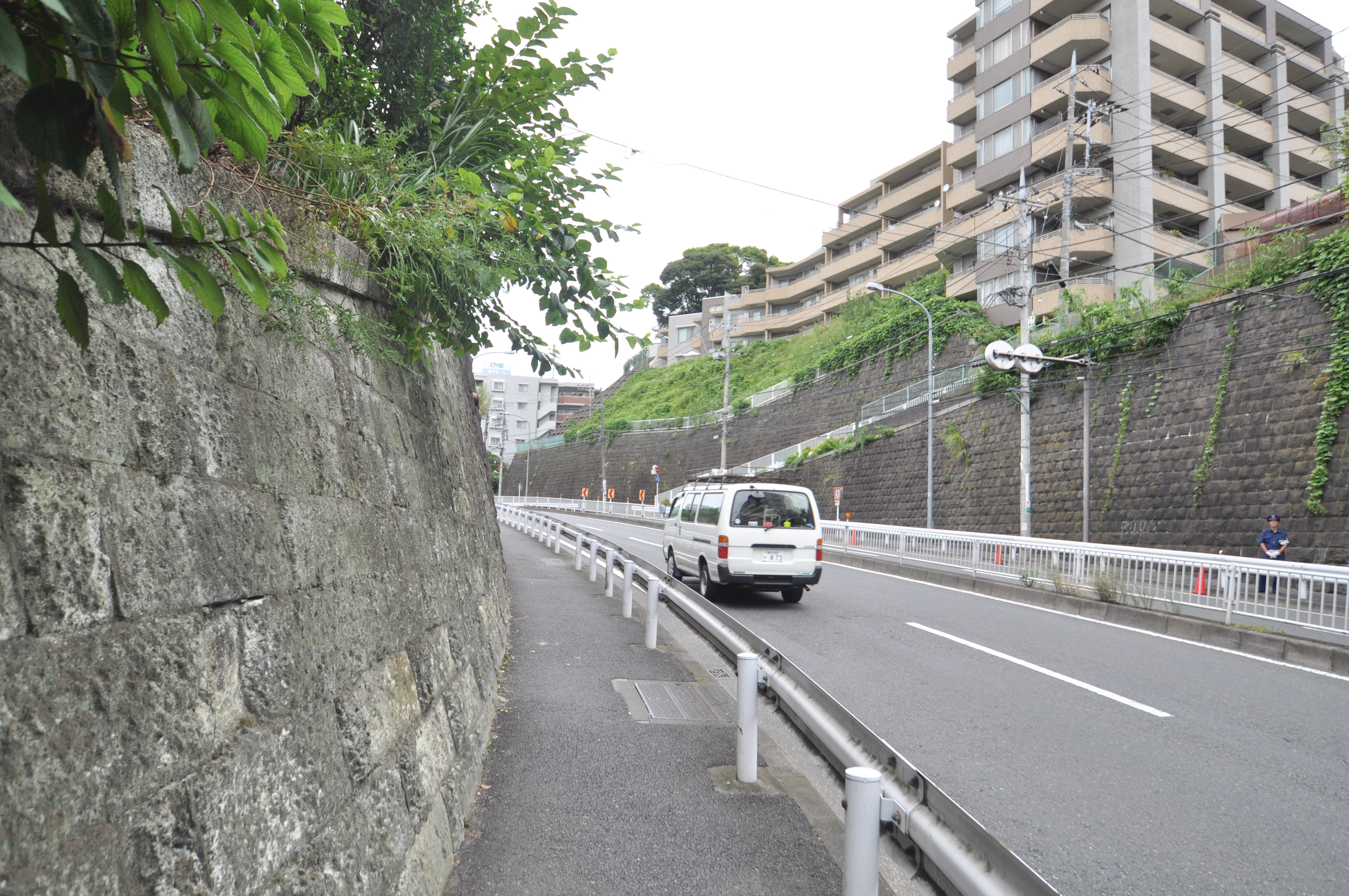
現在の「野毛の切通し」（2010年8月8日撮影）

古くは武蔵国久良岐郡戸部村の字で「野毛浦」と呼ばれていた。町名の「野毛」は「ノツケ」（「突端」または「崖」を意味）から転じたとされる。
江戸時代末期に東海道と横浜港を結ぶ横浜道（よこはまみち）が拓かれ、野毛山の中腹に切り通しで道が作られたことで同地区は交通の要所となった。その後明治時代の陸蒸気の開通により桜木町駅の開業、三菱重工業横浜造船所の開設などで繁華街として栄えてきた。
第二次世界大戦終結直後、伊勢佐木町や港湾施設など横浜市の中心部の大半は進駐軍に接収された。この時代に同地区は日本人街の中心として機能し、日本が物資不足にあえぐ中で「野毛に来ればなんでも揃う」と言われるほどのにぎわいで、復員の兵士やかつての工員などが職と食を求めて集まりごった返していたという。当時は闇市と屋台が並ぶ地域で、まだ埋立て途中の桜川に沿って貴重な動物性たんぱく質源だったクジラカツを販売する「くじら横丁」（クスブリ横丁またはカストリ横丁とも呼ばれた）などは終戦当時を象徴する場所として語られることが少なくない。
美空ひばりが本格デビューを果たした場所とされる横浜国際劇場もかつて同地区に存在していた。横浜国際劇場の閉館後、跡地にはウインズ横浜（場外馬券売場）が建てられ、週末に馬券を求める人たちで賑わうようになった。
野毛地区には約600店の飲食店が集まる。最寄り駅だった東急東横線の桜木町駅が2004年に廃止された後、売り上げの激減により多くの店が立ち退いた。だがその後、賃料が下がった空き店舗に女性や若者向けの店が進出するようになり、一時は3割以上も減った野毛飲食業協同組合の加盟店数が回復し、客層もそれまでの中高年男性に加え、若い男女や家族連れなども増えた。また毎年4月に催される「野毛大道芸」（後述）も名物となっている。
同地区は中低層建築の店舗（飲食・料理店など）が大半を占めているが、共同住宅を併設する高層ビル化も進んでいる。

### 年表
- 1860年（万延元年） - 神奈川奉行の預り地となり野毛町を新設[7]
- 1872年10月10日 - 大区小区制に伴い第1大区3小区に属す
- 1878年（明治11年） - 郡区町村編制法の制定に伴い、横浜区に編入
- 1889年（明治22年）4月1日 - 横浜区が市制を施行し、横浜市に編入[7]
- 1927年（昭和2年）10月1日 - 横浜市が区制を施行し、中区に編入
- 1947年（昭和22年） - 新憲法施行記念式典を国際劇場で開催
- 1968年（昭和43年）5月11日 - 桜木町ゴールデンセンター（現：ぴおシティ）完成
- 1983年（昭和58年） - 野毛地区センターが開館
- 1986年（昭和61年）4月12日 - 第1回「野毛大道芸」開催
- 1999年（平成11年） - 地下道「野毛ちかみち」が開通
- 2002年（平成14年）4月13日 - 横浜にぎわい座がオープン
- 2004年（平成16年）1月31日 - 東急東横線、横浜 - 桜木町間が廃止
- 2022年（令和4年）11月1日 - 野毛町1丁目、2丁目が暴力団排除特別強化地域に指定[9]。

## 地勢
大岡川周辺の平坦な低地と野毛山の丘陵地で構成されている。東に花咲町、南に大岡川、西に老松町、宮川町、北に西区宮崎町に接している。地区名としての「野毛」には、野毛本通を挟んだ宮川町を含めることもある。最寄り駅の一つである桜木町駅の南西に位置し、地下道「野毛ちかみち」で駅と直結している。

### 野毛ちかみち
野毛ちかみち（のげちかみち）は、国道16号によって隔てられた桜木町駅と野毛町方面を直結する地下道（歩行者専用の地下横断歩道）として、1999年に開通した。JR根岸線・横浜市営地下鉄ブルーラインとぴおシティ、野毛の街を直結する。名称は「近道」と「地下道」をかけている。
横浜高速鉄道みなとみらい線の開業により、東横線桜木町駅が廃止される代償として整備された。同時に地域振興策として野毛大道芸が開始、横浜にぎわい座が建設されている。

## 町おこし・イベント

### 野毛大道芸
野毛大道芸（のげだいどうげい）は、1986年に野毛の街の活性化を図るために開催された大道芸イベント。金粉ショーもある。春と秋の年2回開催されていたが、1995年からは春の4月のみの開催となった。2004年に秋の野毛大道芸が復活。2006年以降は「野毛大道芸夏の陣」も開催されている。

### 野毛大道芝居
野毛大道芝居（のげだいどうしばい）は、1994年に野毛大道芸の前夜祭として企画された。評論家平岡正明、作家の荻野アンナ・朴慶南、俳優高橋長英、シャンソン歌手永登元次郎、前衛芸術家秋山祐徳太子、舞踏家吉本大輔、元横浜市長高秀秀信、前横浜市長中田宏ほか、野毛ゆかりの文化人や市民が参加、2005年に全11回で終了した。

### 野毛くじら横丁
野毛大道芸ブランド事業の一環として2008年（平成20年）度に始まった企画。野毛の新名物として、かつてクジラカツを売る露店群があったことをヒントに鯨料理のメニューを開発。居酒屋、寿司屋、お好み焼き屋、イタリアンバーなど30店の参加でスタートした。
2020年現在、20店舗で生クジラ料理を提供している。

### 野毛ジャズde盆踊り
野毛ジャズde盆踊り（のげじゃずでぼんおどり）は、ジャズをテーマとした盆踊りイベント。2014年9月に第1回目が開催された。翌2015年9月の第2回以降は年々来場者も増え、大道芸とはまた違った子供から大人まで楽しめる参加型イベントとして、年1回となった野毛大道芸の秋に変わるイベントとして定着した。2016年9月の第3回は日中韓の国際交流も兼ねて開催された。

## 周辺

### 施設・店舗
- 野毛山公園
  - 野毛山動物園
- 横浜にぎわい座
- 急な坂スタジオ
- 横浜市中央図書館
- 横浜市長公舎
- 神奈川県立音楽堂
- 神奈川県立図書館
- 神奈川県立青少年センター
- 横浜能楽堂
- 伊勢山皇大神宮
- 成田山横浜別院（野毛山不動尊）
- ちぐさ - 野毛町にあるジャズ喫茶

### 地名・地域
- 宮川町
- 老松町
- 桜木町
- 福富町
- 吉田町
- 掃部山
- 紅葉坂
- 横浜みなとみらい21
- 都橋商店街

## 世帯数と人口
2025年（令和7年）6月30日現在（横浜市発表）の世帯数と人口は以下の通りである。
| 丁目        | 世帯数    | 人口    |
| ----------- | --------- | ------- |
| 野毛町1丁目 | 325世帯   | 414人   |
| 野毛町2丁目 | 458世帯   | 656人   |
| 野毛町3丁目 | 688世帯   | 1,069人 |
| 野毛町4丁目 | 149世帯   | 270人   |
| 計          | 1,620世帯 | 2,409人 |

### 人口の変遷
国勢調査による人口の推移。
| 年                 | 人口  |
| ------------------ | ----- |
| 1995年（平成7年）  | 1,368 |
| 2000年（平成12年） | 1,663 |
| 2005年（平成17年） | 1,981 |
| 2010年（平成22年） | 2,161 |
| 2015年（平成27年） | 2,167 |
| 2020年（令和2年）  | 2,337 |

### 世帯数の変遷
国勢調査による世帯数の推移。
| 年                 | 世帯数 |
| ------------------ | ------ |
| 1995年（平成7年）  | 658    |
| 2000年（平成12年） | 819    |
| 2005年（平成17年） | 1,009  |
| 2010年（平成22年） | 1,228  |
| 2015年（平成27年） | 1,335  |
| 2020年（令和2年）  | 1,569  |

## 学区
市立小・中学校に通う場合、学区は以下の通りとなる（2024年11月時点）。
| 丁目        | 番地 | 小学校             | 中学校                 |
| ----------- | ---- | ------------------ | ---------------------- |
| 野毛町1丁目 | 全域 | 横浜市立本町小学校 | 横浜市立横浜吉田中学校 |
| 野毛町2丁目 | 全域 | 横浜市立本町小学校 | 横浜市立横浜吉田中学校 |
| 野毛町3丁目 | 全域 | 横浜市立本町小学校 | 横浜市立横浜吉田中学校 |
| 野毛町4丁目 | 全域 | 横浜市立本町小学校 | 横浜市立横浜吉田中学校 |

## 事業所
2021年（令和3年）現在の経済センサス調査による事業所数と従業員数は以下の通りである。
| 丁目        | 事業所数  | 従業員数 |
| ----------- | --------- | -------- |
| 野毛町1丁目 | 153事業所 | 759人    |
| 野毛町2丁目 | 169事業所 | 879人    |
| 野毛町3丁目 | 97事業所  | 641人    |
| 野毛町4丁目 | 19事業所  | 96人     |
| 計          | 438事業所 | 2,375人  |

### 事業者数の変遷
経済センサスによる事業所数の推移。
| 年                 | 事業者数 |
| ------------------ | -------- |
| 2016年（平成28年） | 428      |
| 2021年（令和3年）  | 438      |

### 従業員数の変遷
経済センサスによる従業員数の推移。
| 年                 | 従業員数 |
| ------------------ | -------- |
| 2016年（平成28年） | 1,966    |
| 2021年（令和3年）  | 2,375    |

## ゲイ・タウン
桜木町駅と日ノ出町駅の中間に位置する、野毛町と宮川町を中心とした歓楽街は神奈川県内有数の同性愛者向け商業施設が集まる地域でもある。とりわけ平戸桜木道路と大岡川に囲まれた歓楽街一帯、および野毛坂周辺（野毛坂動物病院のある交差点近辺）などにゲイバー、ハッテン場、ゲイ雑誌などを販売するアダルトショップ、ゲイ専門の成人映画館「横浜光音座」などが点在している。
野毛の歓楽街には約50店のゲイバーがある。ゲイバーには入口に「会員制」の札が掲げられている場合が多いが、「会員制」だからといってゲイバーや男性専用店とは限らず、MIX（ミックス）と呼ばれる性別や性指向を問わず入店できる店や、一般のスナックでも「一見さんお断り」の店では「会員制」の札を掲げていることもあり、それだけでは判別できない。興味本位の客から常連客のプライバシーを守るため、泥酔客など悪質な客の入店を断るためなど、理由は様々である。
新宿二丁目のようにゲイ・タウンと呼ぶほどの規模ではなく、大多数は一般の歓楽街同様の飲食店（居酒屋・バー・スナック）などであり、異性愛者向けのラブホテルや風俗店などと混在してゲイ向けの店舗が点在しているため、ゲイ・タウンというより「ゲイ・スポット」と呼ぶ方が実態に近い。よく訪れるゲイの間では「野毛」と呼ばれる（「桜木町」という通称もある）。野毛・宮川地区をはじめ横浜市内のゲイバーは戦後のかなり早い時期から存在していたが、その起源は進駐軍向けの店だったと言われている。

## その他

### 日本郵便
- 郵便番号：231-0064[3]（集配局：横浜港郵便局[22]）

### 警察
町内の警察の管轄区域は以下の通りである。
| 丁目        | 番・番地等 | 警察署         | 交番・駐在所 |
| ----------- | ---------- | -------------- | ------------ |
| 野毛町1丁目 | 全域       | 伊勢佐木警察署 | 都橋交番     |
| 野毛町2丁目 | 全域       | 伊勢佐木警察署 | 都橋交番     |
| 野毛町3丁目 | 全域       | 伊勢佐木警察署 | 都橋交番     |
| 野毛町4丁目 | 全域       | 伊勢佐木警察署 | 都橋交番     |

## 参考資料
- 映画『悲しき口笛』（家城巳代治・監督、松竹、1949年）美空ひばり主演
- 書籍『或る女』（有島武郎・著、岩波書店、1919年）
- 書籍『ヨコハマB級ラビリンス』（山崎洋子・著、集英社、2006年）野毛をモデルにした「余毛」が舞台の連作小説